# Sparattosperma
Sparattosperma é um género botânico pertencente à família Bignoniaceae.

## Espécies
| - Sparattosperma catingae - Sparattosperma ellipticum - Sparattosperma leucanthum - Sparattosperma lithontripticum | - Sparattosperma neurocalyx - Sparattosperma psammophilum - Sparattosperma stenocarpum - Sparattosperma vernicosum |